# Barichneumon annulicornis
Barichneumon annulicornis är en stekelart som först beskrevs av Cameron 1905.  Barichneumon annulicornis ingår i släktet Barichneumon och familjen brokparasitsteklar. Inga underarter finns listade.